# Ilja Korotkov
Ilja Jevgenjevitj Korotkov (ryska: Илья Евгеньевич Коротков), född den 6 december 1983, är en rysk friidrottare som tävlade i spjutkastning.
Korotkovs genombrott som spjutkastare kom när han tog sig till final vid Olympiska sommarspelen 2008 där han slutade på sjunde plats med ett kast på 83,15 meter.

## Personliga rekord
- Spjutkastning - 84,04 meter